# Étroussat
Étroussat település Franciaországban, Allier megyében. Lakosainak száma 663 fő (2022. január 1.). Étroussat Barberier, Bayet, Chareil-Cintrat, Fourilles, Saint-Germain-de-Salles és Ussel-d’Allier községekkel határos.

## Népesség
A település népességének változása:
| Lakosok száma | 705  | 624  | 647  | 650  | 666  | 643  | 655  | 668  | 665  | 663  |
|               | 1968 | 1982 | 1990 | 2006 | 2013 | 2015 | 2017 | 2019 | 2020 | 2022 |